# Kohlenstaubexplosion
Eine Kohlenstaubexplosion ist die speziell im Kohlenbergbau gefürchtete explosive Reaktion von Kohlenstaub (Staubexplosion) mit Luftsauerstoff.
Kohlenstaubexplosionen sind die Ursache zahlreicher Grubenunglücke im Steinkohle-, seltener auch im Braunkohlebergbau. Sie treten bevorzugt im Gefolge von Grubengasexplosionen auf, da Schlagwetterexplosionen bestehenden Kohlenstaub aufwirbeln und nachfolgend zünden können. Sie können jedoch auch ohne vorangehende schlagende Wetter auftreten, wenn anderweitig aufgewirbelte fein verteilte Kohle durch Funken, erhitzte Geräteteile oder Ähnliches mit Luftsauerstoff reagiert. Kohlenstaubexplosionen können auch auftreten beim Mahlen und Trocknen von Kohle und dem Befüllen von Kohlestaubsilos.
Kohlenstaubexplosionen können die zerstörende Wirkung schlagender Wetter wesentlich verstärken. Ihre Prophylaxe stellt daher einen wesentlichen Bestandteil der (Kohlen-)Bergwerkssicherheit dar. Als Schutzmaßnahmen dienen in erster Linie gute Wetterführung (Frischluftzuführung und Luftaustausch) innerhalb der Grube, um zündfähige Grubengaskonzentrationen als wesentliche Ursache gar nicht erst entstehen zu lassen, Vermeidung der Aufwirbelung staubförmiger Kohle etwa durch Besprengung mit Wasser bei Abbau und Transport, Vermeidung der Selbstentzündung von Kohle an der Abbaufront sowie Verwendung schlagwettersicherer Sprengstoffe. Des Weiteren wird das Risiko durch Absaugung bereits entstandenen Kohlenstaubs und die Absicherung von Maschinen (z. B. durch Kapselung von elektrischen Bauteilen; automatischen Abschaltungen bei Detektion von Grubengasen) verkleinert.
Ausbreitungshindernde Maßnahmen wie etwa Gesteinstaubsperren (auf kippbaren Flächen aufgehäufter Gesteinsstaub, der nach Verwirbelung durch eventuelle Grubengasexplosion Kettenreaktionen des Kohlenstaubs durch interne Reaktionsblockade abbrechen soll) wurden im 19. Jahrhundert oftmals angewandt, konnten jedoch nicht ausreichend befriedigen und wurden daher in neuerer Zeit durch effektivere, ebenfalls durch Verwirbelung wirkende, Wassersperren ersetzt.